# Poésie
Pour l’article ayant un titre homophone, voir Poésy.
La poésie est un genre littéraire très ancien, aux formes variées, écrites généralement en vers mais qui admettent aussi la prose, et qui privilégient l'expressivité de la forme, les mots disant plus qu'eux-mêmes par leur choix (sens et sonorités) et leur agencement (rythmes, métrique, figures de style). Sa définition se révèle difficile et varie selon les époques, au point que chaque siècle a pu lui trouver une fonction et une expression différente, à quoi s'ajoute l'approche propre à la personnalité de chaque poète.
Poésie s'écrivait jusqu'en 1878 poësie (le tréma marquait une disjonction entre les voyelles o et e). Le terme « poésie » et ses dérivés « poète », « poème » viennent du grec ancien ποίησις / poíesis par le verbe ποιέω / poiéō, « faire, créer » : le poète est donc un créateur, un inventeur de formes expressives, ce que révèlent aussi les termes du Moyen Âge trouvère et troubadour. Le poète, héritier d'une longue tradition orale, privilégie la musicalité et le rythme, d'où, dans la plupart des textes poétiques, le recours à une forme versifiée qui confère de la densité à la langue. Le poète recherche aussi l'expressivité par le poids accordé aux mots comme par l'utilisation des figures de style et au premier chef des images et des figures d'analogie, recherchées pour leur force suggestive.
La poésie s'est constamment renouvelée au cours des siècles avec des orientations différentes selon les époques, les civilisations et les individus. On peut par exemple distinguer le poète artiste soucieux d'abord de beauté formelle, le poète « lyrique » qui cultive le « chant de l'âme », le poète prophète, découvreur du monde et « voyant », ou le poète engagé, sans cependant réduire un créateur à une étiquette simplificatrice. Le poète, la poète (rare), poétesse ou femme poète est une personne qui possède l'art de combiner les mots, les sonorités, les rythmes pour évoquer des images, suggérer des sensations, des émotions.

## Histoire
Dans la mesure où il ne reste pas de traces d'une probable poésie orale préhistorique, il est nécessaire de faire débuter l'histoire de la poésie dans les différentes civilisations de l'Antiquité (grecque, égyptienne, indienne...). On notera toutefois que maintes traditions orales, par exemple celle des griots africains, relèvent de la poésie.

### Origines

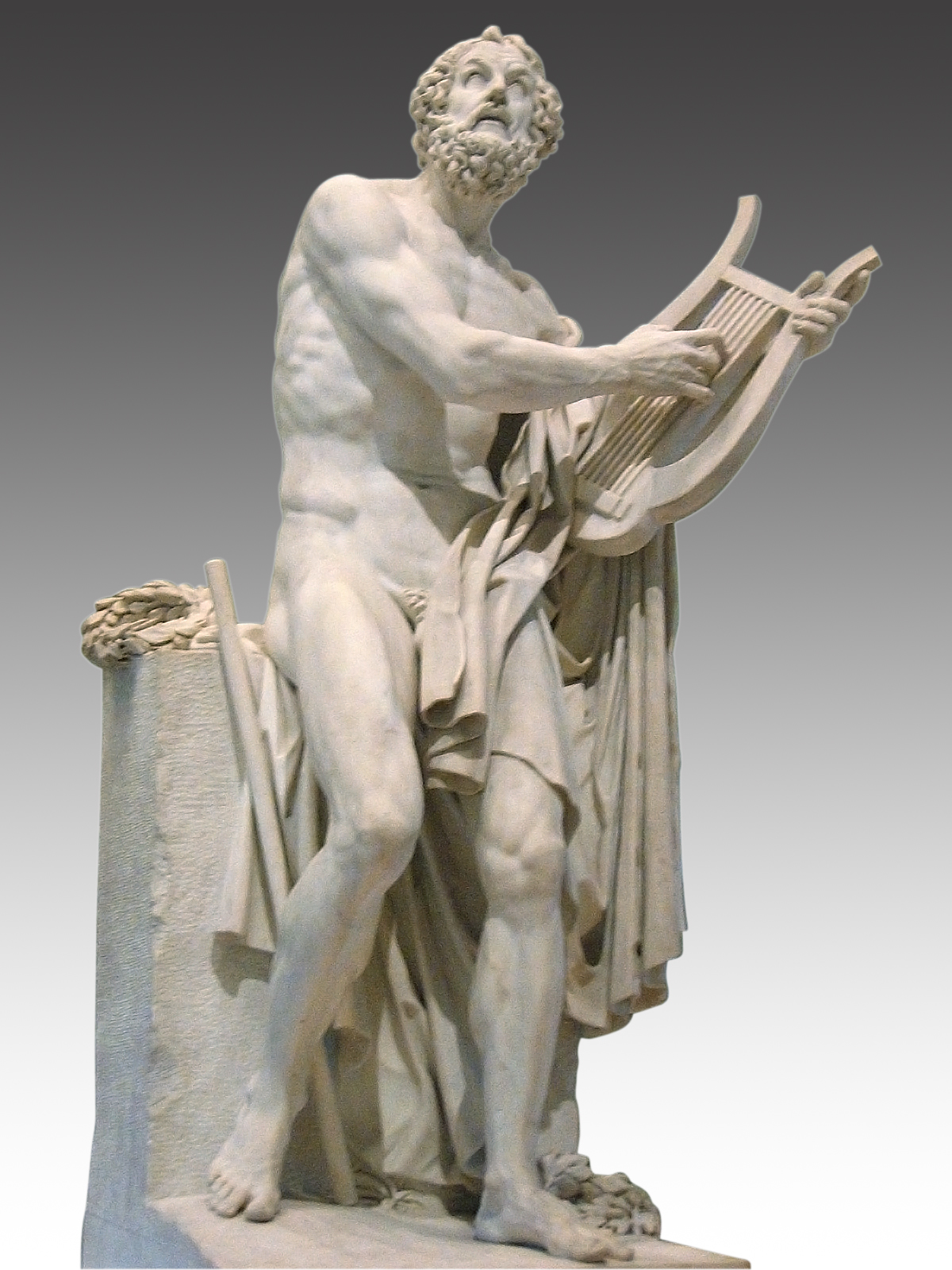
Homère par Philippe-Laurent Roland.

Première expression littéraire de l’humanité, utilisant le rythme comme aide à la mémorisation et à la transmission orale, la poésie apparaît d’abord dans un cadre religieux et social en instituant les mythes fondateurs dans toutes les cultures que ce soit avec l’épopée de Gilgamesh, (IIIe millénaire av. J.-C.) en Mésopotamie, les Vedas, le Rāmāyana ou le Mahabharata indien, la Poésie dans l'Égypte antique, la Bible des Hébreux ou l'Iliade et l'Odyssée des Grecs, l'Énéide des Latins. La toute première poétesse connue est Enheduanna, une poétesse sumérienne, notamment auteure d'hymnes.
Dans l’Antiquité grecque, toute expression littéraire est qualifiée de poétique, qu’il s’agisse de l’art oratoire, du chant ou du théâtre : tout « fabricant de texte » est un poète comme l’exprime l’étymologie. Les philosophes grecs cherchent à affiner la définition de la poésie et Aristote dans sa Poétique identifie trois genres poétiques : la poésie épique, la poésie comique et la poésie dramatique. Plus tard les théoriciens de l’esthétique retiendront trois genres : l’épopée, la poésie lyrique et la poésie dramatique (incluant la tragédie comme la comédie), et l’utilisation du vers s’imposera comme la première caractéristique de la poésie, la différenciant ainsi de la prose, chargée de l’expression commune que l’on qualifiera de prosaïque. L'ode à Aphrodite de la poétesse Sappho (VIe siècle av. J.-C.) est célèbre dans l'Antiquité.
Le mot poésie évoluera encore vers un sens plus restrictif en s’appliquant aux textes en vers qui font un emploi privilégié des ressources rhétoriques, sans préjuger des contenus : la poésie sera descriptive, narrative et philosophique avant de faire une place grandissante à l’expression des sentiments.

### Entre Apollon et Dionysos

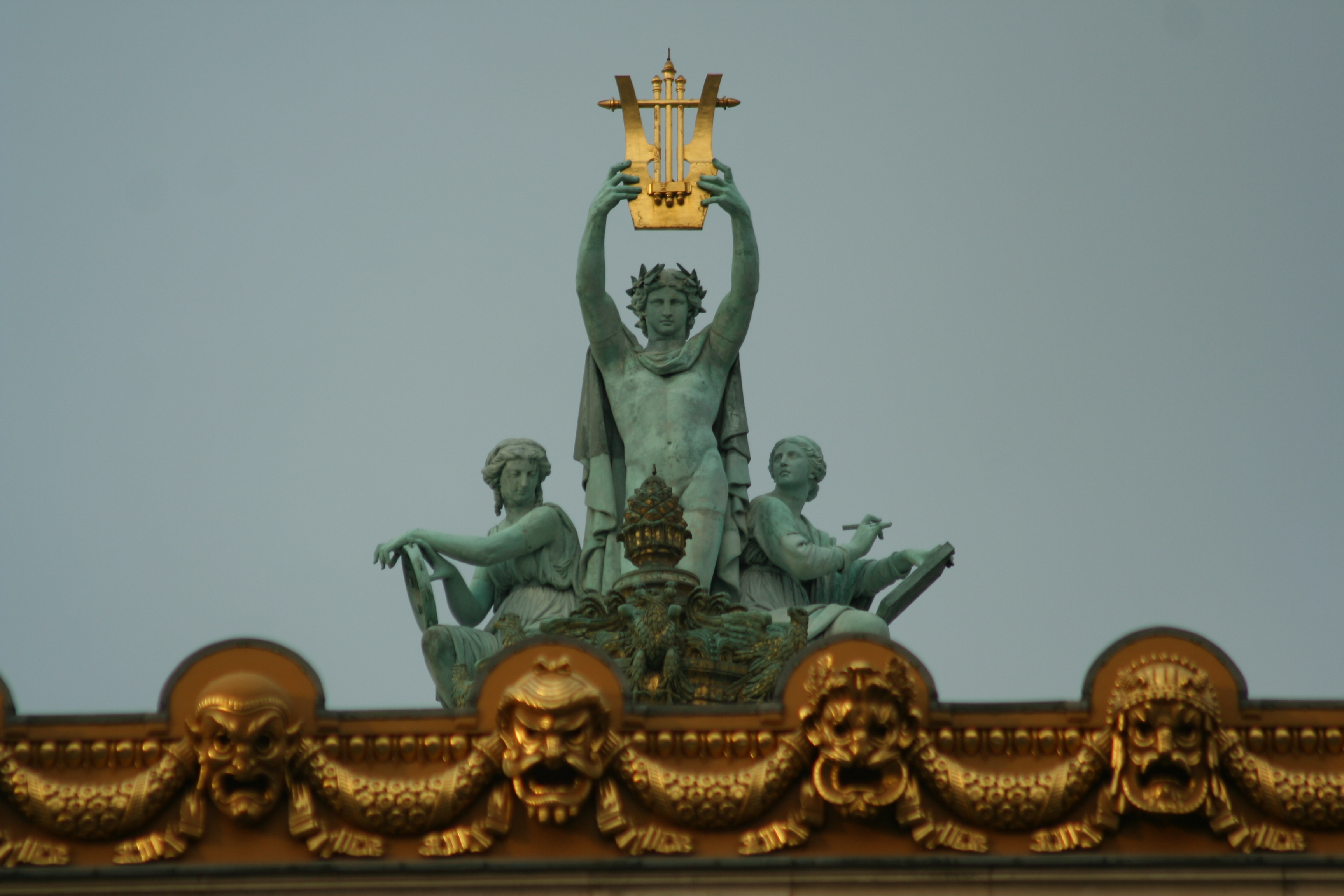
Apollon, la Poésie et la Musique ; Opéra Garnier, sculpture en bronze et en feuille d'or d'Aimé Millet.

La poésie fut marquée par l’oralité et la musicalité dès ses origines puisque la recherche de rythmes particuliers, comme l’utilisation des vers, et d’effets sonores, comme les rimes, avait une fonction mnémotechnique pour la transmission orale primitive. Cette facture propre au texte poétique fait que celui-ci est d’abord destiné à être entendu plutôt qu’abordé par la lecture silencieuse.
Placées sous l’égide d’Orphée et d’Apollon musagète, dieu de la beauté et des arts, et associées à la muse Érato, musique et poésie sont également étroitement liées par la recherche de l’harmonie et de la beauté, par le Charme, au sens fort de chant magique. Depuis l'essai La Naissance de la tragédie de Nietzsche, on considère que la création poétique hésitera cependant constamment entre l’ordre et l’apaisement apolliniens (qu’explicite Euripide dans Alceste : « Ce qui est sauvage, plein de désordre et de querelle, la lyre d’Apollon l’adoucit et l’apaise ») et la « fureur dionysiaque » qui renvoie au dieu des extases, des mystères, des dérèglements et des rythmes des forces naturelles que l’on découvre par exemple dans le dithyrambe de l’Antiquité grecque.

## Technique

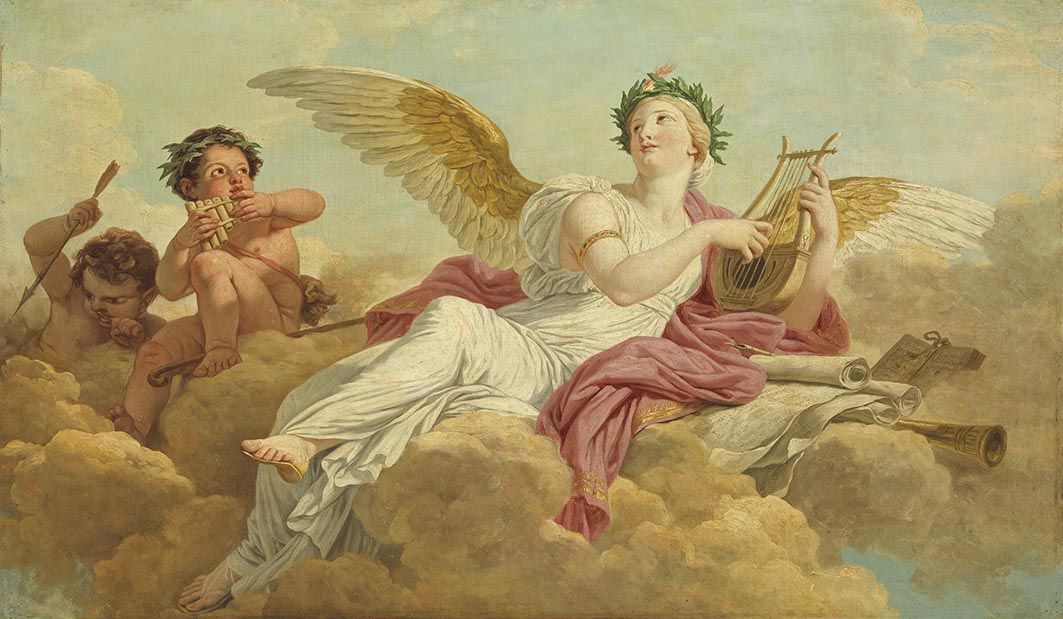
La Poésie (1811). Collection de peintures de l'État de Bavière.

En linguistique, la poésie est décrite comme un énoncé centré sur la forme du message, donc où la fonction poétique est prédominante. Dans la prose au sens général, l’important est le « signifié », elle a un but « extérieur » (la transmission d’informations) et se définit comme une marche en avant que peut symboliser une flèche et que révèle la racine latine du mot qui signifie « avancer ». En revanche, pour la poésie, l’importance est orientée vers la « forme », vers le signifiant, dans une démarche « réflexive », symbolisée par le « vers » qui montre une progression dans la reprise avec le principe du retour en arrière (le vers se « renverse ») que l’on peut représenter par une spirale.
La poésie ne se définit donc pas par des thèmes particuliers mais par le soin majeur apporté au signifiant pour qu’il démultiplie le signifié : l’enrichissement du matériau linguistique prend en effet en compte autant le travail sur les aspects formels que le poids des mots, allant bien au-delà du sens courant du terme « poésie » qui renvoie simplement à la beauté harmonieuse associée à une certaine sentimentalité. L’expression poétique offre cependant au cours de l’Histoire des orientations variées selon la dominante retenue par le poète.

### Formes poétiques
Traditionnellement, la poésie revêt la forme d'un texte versifié obéissant à des règles particulières en termes de métrique, de scansion, de rimes, s'inscrivant ou non dans une forme fixe. Cependant, la poésie moderne s'est affranchie du vers traditionnel, qu'il s'agisse de l'assouplir ou de s'en passer totalement.

#### Poésie versifiée

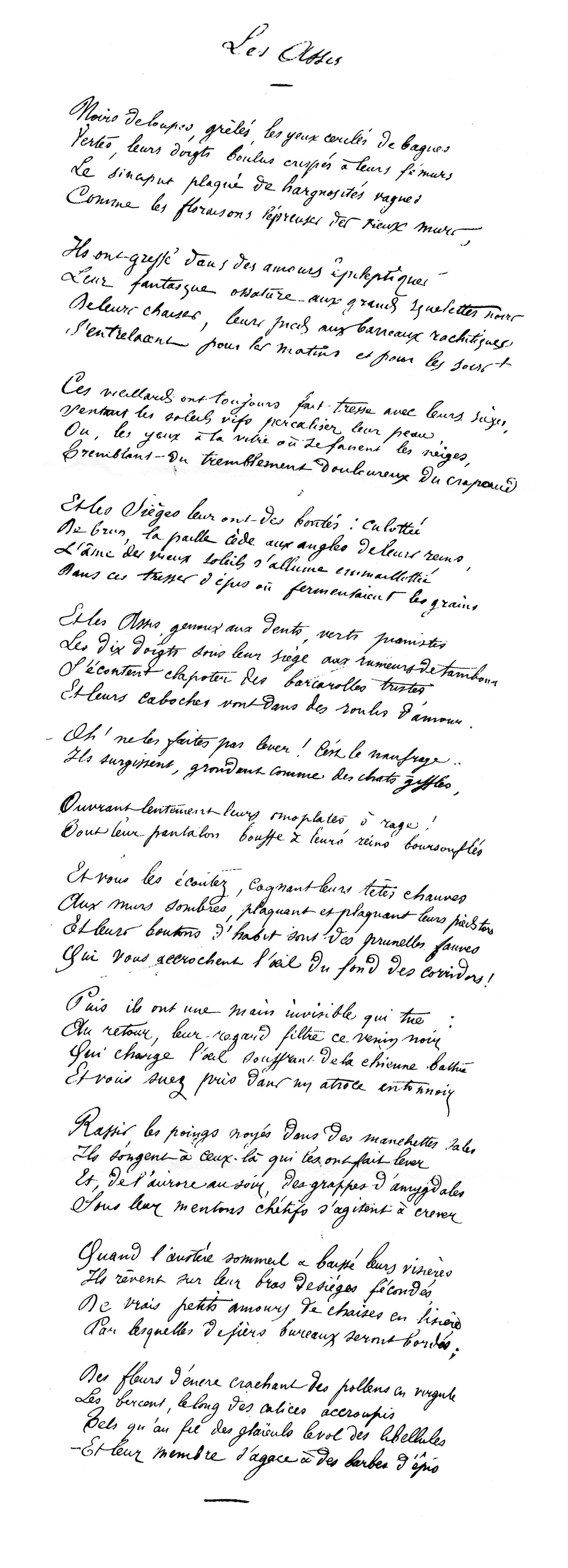
Manuscrit du poème Les Assis d’Arthur Rimbaud recopié par Paul Verlaine.

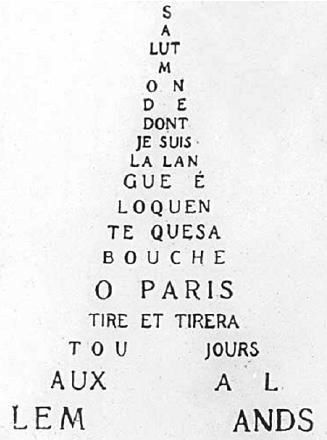
Calligramme, Guillaume Apollinaire.

La mise en page du texte poétique est traditionnellement fondée sur le principe du retour et de la progression dans la reprise que figure l’utilisation du vers (régulier ou non), même s’il existe des formes métissées comme le poème en prose ou la prose poétique qui reprennent les caractéristiques du texte poétique (d’où leurs dénominations) comme l’emploi des images et la recherche de sonorités ou de rythmes particuliers. Ces vers sont souvent regroupés en strophes et parfois organisés dans des poèmes à forme fixe comme le sonnet ou la ballade, (forme dans laquelle s'est notamment illustrée Christine de Pizan).
La poésie métrée utilise des vers définis par le nombre de leurs syllabes comme l’alexandrin français, alors que la poésie scandée joue sur la longueur des pieds (et sur leur nombre) comme dans l’hexamètre dactylique grec et latin, ou sur la place des accents comme dans le pentamètre iambique anglais. Le haïku (ou haïkou) japonais, qui a acquis une diffusion internationale, fait traditionnellement appel à trois vers de cinq, sept et cinq mores. Très répandu au Japon, le tanka, autre poème court de cinq vers (5/7/5/7/7 mores).

#### Vers libre, verset, calligramme
Les poètes modernes se libèrent peu à peu de ces règles : par exemple les poètes français introduisent dans la deuxième moitié du XIXe siècle le vers libre puis le verset, et en remettant aussi en cause les conventions classiques de la rime qui disparaît largement au XXe siècle. Ainsi, à partir de cette époque, les poètes apparaissent plus attentifs « à la conception et à la réalisation plastique de leurs écrits, à la mise en forme et en page(s) de leurs œuvres, à la présentation visuelle de leurs travaux, en un mot : à la matérialité du texte et du livre ».
Des essais graphiques plus marginaux ont été tentés par exemple par Mallarmé (Un coup de dés jamais n'abolira le hasard), Apollinaire (Calligrammes) ou Pierre Reverdy, en cherchant à parler à l’œil et plus seulement à l’oreille, tirant ainsi le poème du côté du tableau.

#### Poème en prose
L'on ne saurait définir uniquement la poésie par l'utilisation de vers : la forme versifiée a été employée dans des ouvrages que l'on peut considérer comme des romans (tels ceux de Chrétien de Troyes), tandis qu'il existe, en revanche, une poésie en prose. Dès le XVIIIe siècle, apparurent des traductions en français de poèmes étrangers (et de « fausses traductions ») qui utilisèrent la prose plutôt que le vers. Certains commentateurs parlaient de « poèmes en prose » pour désigner des romans tels que les Aventures de Télémaque de Fénelon ou La Princesse de Clèves de Madame de La Fayette. La naissance du genre du poème en prose en tant que tel est généralement associée à la publication par Aloysius Bertrand de Gaspard de la Nuit ; en effet, ce poète était, selon Yves Vadé, conscient de créer une forme nouvelle, même s'il n'utilisait pas le terme de « poèmes » ; c'est ensuite Charles Baudelaire, avec les Petits Poèmes en prose, qui « imposa le poème en prose comme une forme poétique reconnue ».

### Le travail de la langue
Si la poésie présente souvent une forte densité stylistique, donc un travail particulier sur la langue, tant s'en faut qu'il revête toujours la même forme. On notera ainsi que les règles traditionnelles de versification peuvent varier d'une langue à l'autre, et qu'il est également possible de s'en affranchir. Aussi les éléments qui suivent (métrique, rime, échos phoniques, recherche lexicale, figures de style...) sont-ils des ressources disponibles pour le poète, plutôt que des éléments définitoires de la poésie, d'autant plus qu'ils peuvent également apparaître dans des textes non-poétiques.

#### Musicalité et rythme
L’origine orale et chantée de la poésie qu’évoquent la lyre d’Orphée ou la flûte d’Apollon marque l’expression poétique qui se préoccupe des rythmes avec le compte des syllabes (vers pairs / vers impairs, « e muet »…) et le jeu des accents et des pauses (césure, enjambement…). La poésie exploite aussi les sonorités particulièrement avec la rime (retour des mêmes sons à la fin d’au moins deux vers avec pour base la dernière voyelle tonique) et ses combinaisons de genre (rimes masculines ou féminines), de disposition (rimes plates, croisées ou embrassées) et de richesse (rimes pauvres, suffisantes ou riches). Elle utilise aussi les reprises de sons dans un ou plusieurs vers (allitérations et assonances), le jeu du refrain (comme dans la ballade ou le Pont Mirabeau d’Apollinaire) ou la correspondance entre le son et le sens avec les harmonies imitatives (exemple fameux : « Pour qui sont ces serpents… », Racine) ou les rimes sémantiques (automne/monotone).

#### Recherche lexicale

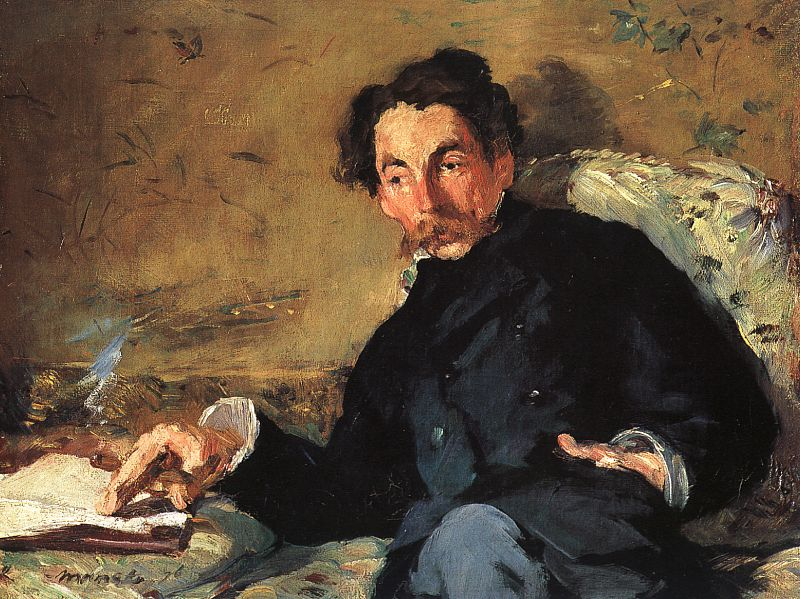
Portrait de Mallarmé par Édouard Manet.

Le poète exploite toutes les ressources de la langue en valorisant aussi les mots par leur rareté et leur nombre limité : on parle parfois de « poésie-télégramme » où chaque mot « coûte » comme dans le sonnet et ses 14 vers ou dans la brièveté extrême du haïku japonais de trois vers, voire du monostiche d'un seul vers. Si le poète peut ainsi rechercher l'intensité de la concision, il peut aussi s'exprimer dans des poèmes longs.
L’enrichissement passe aussi par la recherche (ou, au contraire, par l'évitement) de sens rares et de néologismes (par exemple « incanter » dans Les Sapins d’Apollinaire, qui, « graves magiciens //Incantent le ciel quand il tonne », ou « aube » associé aux Soleils couchants par Verlaine), par les connotations comme l’Inspiration derrière la figure féminine dans les Pas de Paul Valéry (« Personne pure, ombre divine, / Qu’ils sont doux, tes pas retenus ! ») ou par des réseaux lexicaux tissés dans le poème comme la religiosité dans Harmonie du soir de Baudelaire. Le poète dispose d’autres ressources encore comme la place dans le vers ou dans le poème (« trou de verdure » dans le premier vers du Dormeur du val de Rimbaud auquel répondent les « deux trous rouges au côté droit » du derniers vers) ou les correspondances avec le rythme et les sonorités (« L’attelage suait, soufflait, était rendu… », La Fontaine, Le Coche et la Mouche).

#### Figures de style
Le poète joue également de la mise en valeur des mots par les figures de style comme les figures d’insistance comme l’accumulation, le parallélisme ou l’anaphore (exemple : « Puisque le juste est dans l’abîme, /Puisqu’on donne le sceptre au crime, / Puisque tous les droits sont trahis, / Puisque les plus fiers restent mornes, /Puisqu’on affiche au coin des bornes / Le déshonneur de mon pays… », Victor Hugo, les Châtiments, II, 5), les figures d’opposition comme le chiasme ou l’oxymore (« le soleil noir de la Mélancolie » Gérard de Nerval), les ruptures de construction comme l’ellipse ou l’anacoluthe (« Exilé sur le sol au milieu des huées, /Ses ailes de géant l’empêchent de marcher », Baudelaire l’Albatros) et bien sûr les figures de substitution comme la comparaison et la métaphore, (de Ronsard et Du Bellay à Jacques Prévert ou Eugène Guillevic en passant par Victor Hugo, Apollinaire, les surréalistes et bien d’autres). L’emploi de l’image est d’ailleurs repéré comme une des marques de l’expression poétique ; un seul exemple emblématique de métaphore filée en rendra compte : « (Ruth se demandait…) Quel Dieu, quel moissonneur de l’éternel été / Avait, en s’en allant, négligemment jeté / Cette faucille d’or dans le champ des étoiles » (Victor Hugo, Booz endormi).

## Typologie des genres et courants

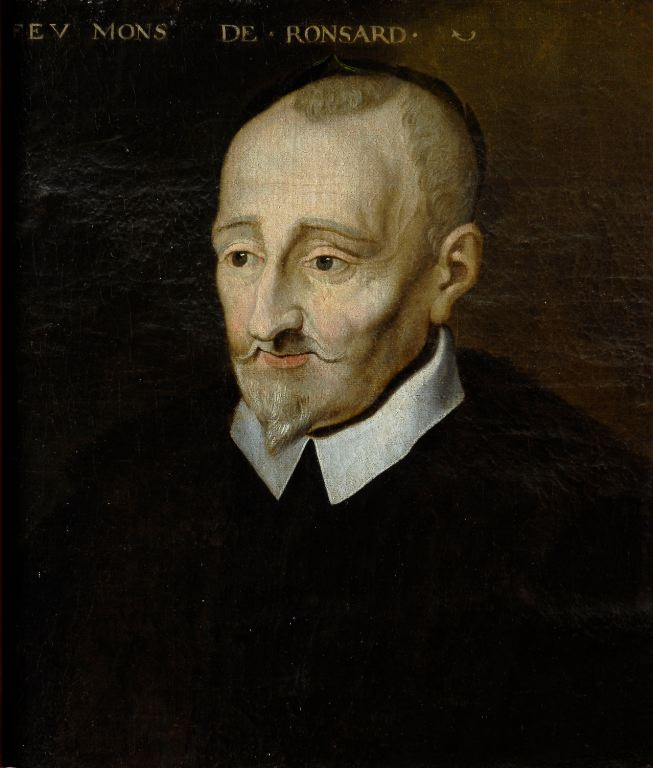
Pierre de Ronsard, peinture de l'École de Blois - XVIe siècle.

La définition de genres poétiques a toujours été discutée en débattant de critères formels ou de critères de contenu (d’objet) et, par ailleurs, la poésie moderne en faisant éclater les genres traditionnels (poésie lyrique, épique, engagée, spirituelle, narrative, descriptive…) et en devenant une expression totalisante et libre rend encore plus difficile la catégorisation.
Cependant, sans s’enfermer trop dans la terminologie formaliste, on peut observer des « dominantes » clés dans l’expression poétique, Roman Jakobson définissant la dominante comme « l’élément focal d’une œuvre d’art » qui gouverne, détermine et transforme les autres éléments (voir Antoine Compagnon). L’opposition la plus simple se fait entre une orientation vers la forme (orientation « esthétique ») et une orientation vers le contenu (orientation « sémantique »), sans exclusion de l’autre puisque d’une part il y a sens dès qu’il y a mots et que, d’autre part, il y a expressivité formelle sans cela il n’y aurait pas écriture poétique. Cette dernière orientation multiple et complexe est parfois dite aussi « ontologique » (comme par Olivier Salzar), parce que renvoyant « au sens de l’être considéré simultanément en tant qu’être général, abstrait, essentiel et en tant qu’être singulier, concret, existentiel » (TLF). Son champ très vaste peut à son tour être subdivisé en trois dominantes (définies par le modèle du signe présenté par Karl Bühler : « Le signe fonctionne en tant que tel par ses relations avec l’émetteur, le récepteur et le référent ». Ces trois dominantes, là encore non exclusives, sont la dominante « expressive » ou « émotive » ou lyrique au sens étroit, tournée vers le moi du poète, la dominante « conative », orientée vers le destinataire que le poète veut atteindre en touchant sa conscience et sa sensibilité comme dans la poésie morale et engagée, et la fonction « référentielle », tournée vers un « objet » extérieur, vers le chant du monde dans des perceptions sensibles, affectives ou culturelles comme dans la célébration ou la poésie épique où le poète rend sensible la démesure des mythes.
Mais ce découpage n’est qu’un éclairage : la poésie, plus que tout autre genre littéraire, se laisse difficilement saisir par les approches des « doctes » alors qu’elle est d’abord la rencontre entre celui qui, par ses mots, dit lui-même et son monde, et celui qui reçoit et partage ce dévoilement. En témoigne par exemple une œuvre inclassable comme les Chants de Maldoror de Lautréamont.

### Les genres et courants orientés vers la forme

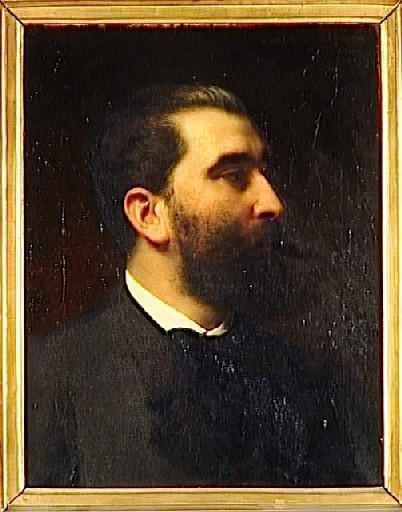
Portrait de José-Maria de Heredia par Émile Lévy.

Plusieurs courants poétiques, au demeurant fort différents entre eux, et relevant de contextes historiques distincts, insistent sur le travail esthétique et la perfection formelle.

#### Poète «artiste»
Le souci de la forme est bien sûr constant chez les poètes et des règles prosodiques s’élaborent peu à peu aux XVIe et XVIIe siècles (compte du « e muet », diérèse/synérèse, césure, pureté des rimes…). Cette importance accordée au travail poétique passe par les Grands rhétoriqueurs de la fin du XVe siècle puis la Pléiade et les classiques (« Beauté, mon beau souci », dira François de Malherbe), avant de réapparaître au XIXe siècle en réaction aux effusions et aux facilités de la poésie romantique. Les théoriciens et praticiens de l'art pour l'art, partageant la conviction que « l'art naît de contraintes, vit de lutte et meurt de liberté », comme le dira au siècle suivant André Gide, défendront les règles traditionnelles (vers syllabique, rimes, poèmes à forme fixes comme le sonnet) avec Théophile Gautier ou les Parnassiens comme Théodore de Banville, Leconte de Lisle ou José-Maria de Heredia. Cette conception esthétique ira même avec Mallarmé jusqu’à un certain hermétisme en cherchant à « donner un sens plus pur aux mots de la tribu » et à relever des défis formels (comme le sonnet en -ixe/-yx de Mallarmé, les Calligrammes d’Apollinaire, etc.) que systématiseront au milieu du XXe siècle les jeux de l'Oulipo et de Raymond Queneau (Cent mille milliards de poèmes), Jacques Roubaud ou Georges Perec. On peut également, au-delà du paradoxe apparent, rattacher à ce courant poétique qui met l’accent sur la « forme », les démarches d'Henri Michaux dont Le Grand Combat (Qui je fus ?, 1927) est écrit dans une langue inventée faite de suggestion sonore, ou encore les expérimentations « lettristes » d’Isidore Isou.
Les impasses de cette poésie coupée de l'âme et parfois très rhétorique seront régulièrement combattues au nom de la souplesse et de la force de la suggestion, par exemple par Paul Verlaine et les poètes symbolistes ou décadentistes de la fin du XIXe siècle, qui revendiqueront une approche moins corsetée de la poésie. Cette conception d’un art libéré des contraintes l’emportera largement au XXe siècle où la poésie deviendra une expression totalisante, au-delà des questions de forme.
Des formes contraintes comme le haïku et le tanka, brefs poèmes japonais, relèvent de cette préoccupation formelle tout en lui associant une expression lyrique.

### Les genres et les courants orientés vers le fond

#### Poète «lyrique»

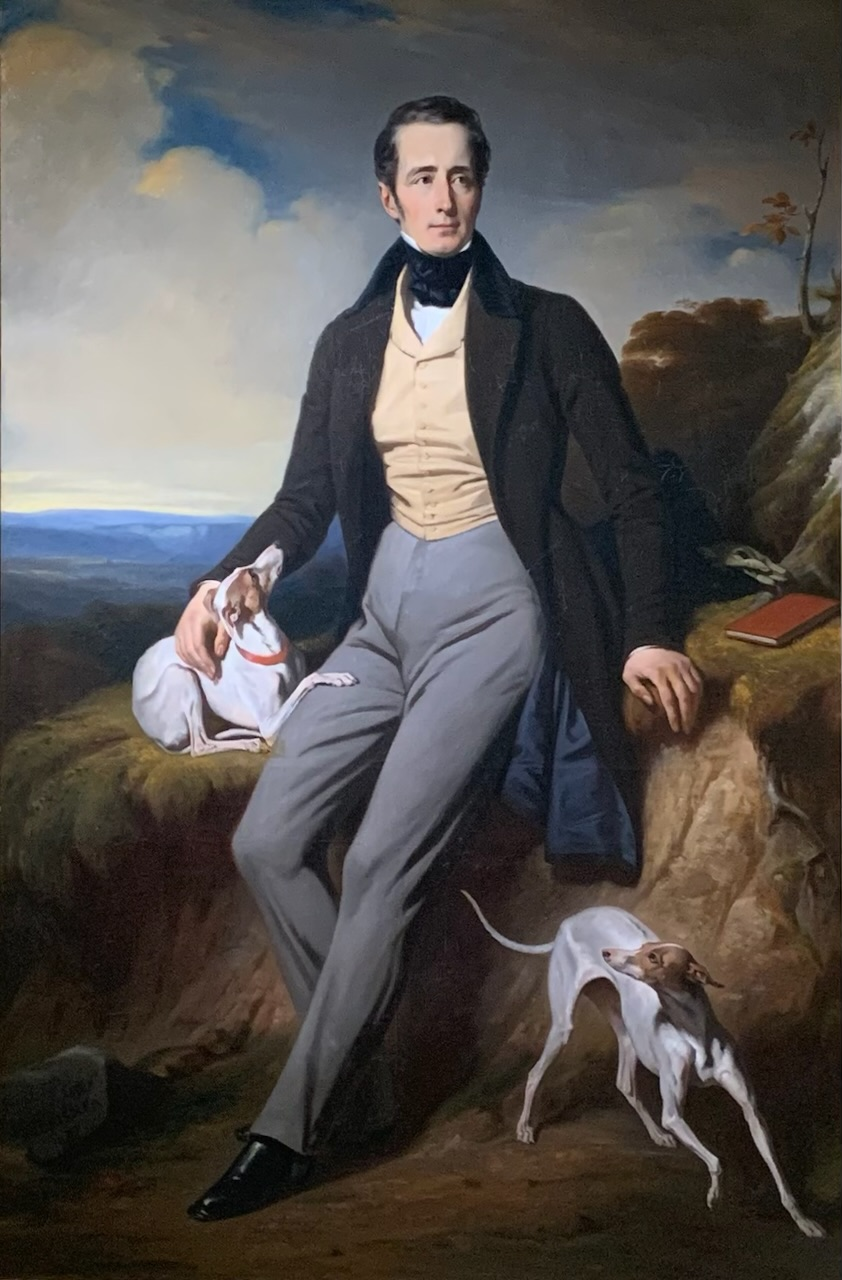
Portrait d'Alphonse de Lamartine par Henri Decaisne.

Si le mot « poétique » a dans son acception quotidienne le sens d’harmonieux et de sentimental, c’est à l’importance de la poésie lyrique qu’il le doit. Celle-ci, orientée vers le « moi » du poète, doit son nom à la lyre qui a appartenu à Orphée et Apollon et qui, dans l’Antiquité, accompagnait les chants qu’on ne distinguait pas alors de la poésie mais ne doit pas se limiter à la petite musique personnelle du poète chantant un des thèmes traditionnels et a priori poétiques comme l’amour, la mort, la solitude, l’angoisse existentielle, la nature ou la rêverie. En effet la poésie a su faire entrer la modernité dans le champ poétique y compris dans ses aspects les plus surprenants ou les plus prosaïques (« Une charogne » chez Baudelaire, la ville industrielle chez Verhaeren et le quotidien trivial chez Verlaine dans ces vers de Cythère, dans Les fêtes galantes, « l’Amour comblant tout, hormis / La faim, sorbets et confitures / Nous préservent des courbatures », la nature chez Anna de Noailles dans le Cœur innombrable…). En fait, la variété des voix est extrême, avec cependant des courants dominants selon les époques, comme le romantisme et le symbolisme au XIXe siècle ou le surréalisme au XXe siècle.
Les formes évoluent elles aussi passant par exemple du long poème romantique (À Villequier de Victor Hugo ou les Nuits d’Alfred de Musset) au sonnet régulier de Baudelaire puis aux formes libres des symbolistes et à l’expression jaillissante de l’inconscient avec les Surréalistes avant la spontanéité de l’expression orale de Jacques Prévert dans Paroles par exemple.
La poésie lyrique est pour le poète le canal d’expression privilégiée de sa sensibilité et de sa subjectivité que symbolise le Pélican (Nuit de mai) d’Alfred de Musset. Mais cette poésie va au-delà de la confidence pour exprimer l’humaine condition et Hugo proclame dans la Préface des Contemplations : « Quand je parle de moi, je vous parle de vous ! ». Ce « chant de l’âme », domaine privilégié du « je », auquel adhère cependant le destinataire, s’oppose donc à la poésie descriptive et objective voire rhétorique des Parnassiens ou à la poésie narrative des romans du Moyen Âge et au genre épique qui traite de thèmes héroïques et mythiques avec rythme et couleur ou encore à la poésie d’idées (Lucrèce, Ovide, Voltaire) pour laquelle la forme poétique n’est pas le souci premier.

#### Poète prophète, découvreur du monde

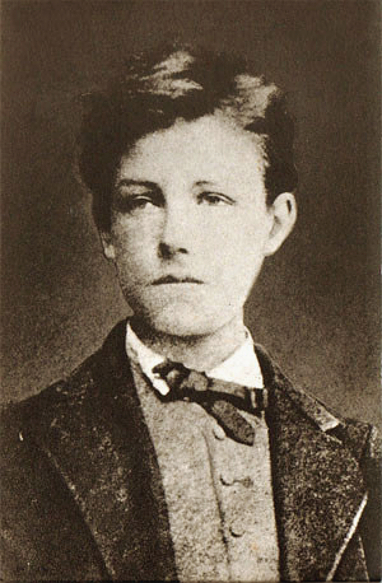
Rimbaud par Étienne Carjat (1872).

L’art de la poésie est aussi traditionnellement associé au « don de poésie », c’est-à-dire à une fonction quasi divine du poète inspiré, en relation avec les Muses et le sacré, à qui revient le rôle de décodeur de l’invisible. C’est la conception de l’Antiquité représentée par Platon qui fait dire à Socrate (dans Ion) à propos des poètes : « Ils parlent en effet, non en vertu d’un art, mais d’une puissance divine ». Au XVIe siècle, la Pléiade reprendra cette perspective et Ronsard écrira ces vers dans son Hymne de l'Automne : « M’inspirant dedans l’âme un don de poësie, / Que Dieu n’a concédé qu’à l’esprit agité/ Des poignants aiguillons de sa Divinité./ Quand l’homme en est touché, il devient un prophète ») et c’est dans cette lignée que s’inscriront les poètes romantiques et après eux Baudelaire et les poètes symbolistes. Cette fonction particulière du poète trouvera un partisan exemplaire avec Arthur Rimbaud qui dans sa fameuse lettre à Paul Demeny demande au Poète de se faire « voyant par un long, immense et raisonné dérèglement de tous les sens » et d’être « vraiment voleur de feu », et de trouver « du nouveau, - idées et formes », en évoquant ailleurs « l’alchimie du verbe » qui doit être l’instrument du poète-découvreur.
Après la Première Guerre mondiale et après Apollinaire, défenseur lui aussi de « L’esprit nouveau », les surréalistes, héritiers de cet enthousiasme rimbaldien, confieront à l’image poétique le soin de dépasser le réel et d’ouvrir des « champs magnétiques » novateurs mettant au jour l’inconscient, ce que formulera Louis Aragon dans Le Paysan de Paris en parlant de « l’emploi déréglé et passionnel du stupéfiant image ».
Dans les années 1950-1970, revenant sur cette systématisation de l’image, les poètes s’orienteront davantage vers une poésie-célébration, un chant du monde orphique ou vers une poésie lyrique, chant de l’âme qui fait entendre la voix personnelle des poètes comme celle de Jules Supervielle, René Char ou Yves Bonnefoy.
Pour Saint-John Perse, la poésie est « initiatrice en toute science et devancière en toute métaphysique ».

#### Poète engagé

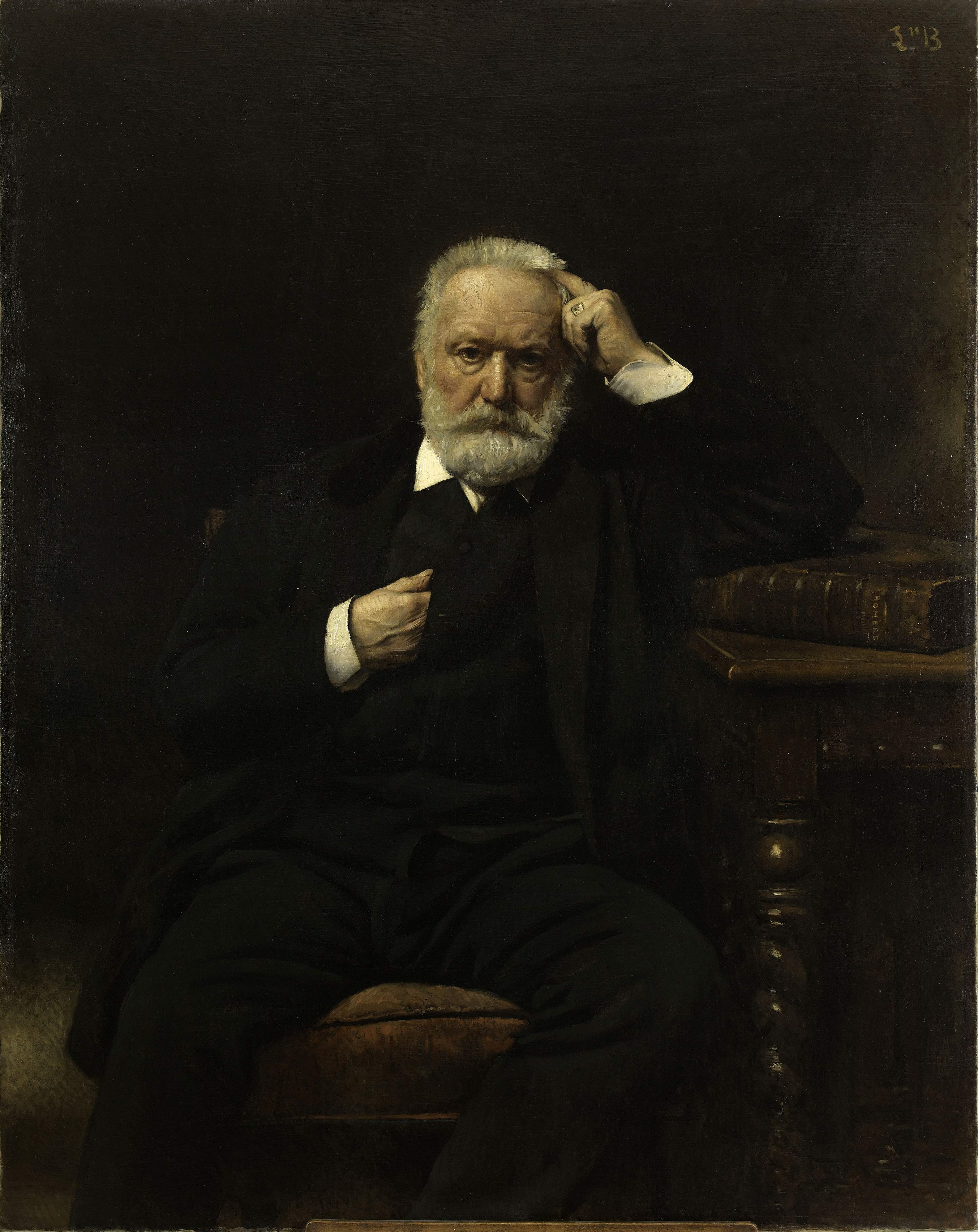
Portrait de Victor Hugo par Léon Bonnat (1879).

Cependant, certains Romantiques et particulièrement Victor Hugo feront entrer le poète dans la Cité en lui attribuant un rôle de guide pour le peuple. De prophète, il devient Messie comme l’expose le célèbre « Fonction du poète » (Les Rayons et les Ombres, 1840) où Victor Hugo définit le poète comme « le rêveur sacré », élu de Dieu « qui parle à son âme », devenu porteur de lumière et visionnaire, « des temps futurs perçant les ombres ». La poésie engagée des Châtiments, à la fois épique et satirique, sera l’étape suivante pour Victor Hugo qui se posera comme l’Opposant à « Napoléon le petit ». Jehan Rictus témoigne avec sa poésie singulière de la vie des pauvres à la fin du XIXe siècle, contrastant avec le naturalisme distancié de Zola.
Les engagements religieux (de Charles Péguy par exemple) ou idéologiques retrouveront au XXe siècle comme un lointain héritage de Ronsard (Discours) ou d’Agrippa d'Aubigné avec Louis Aragon, chantre du communisme (Hourra l’Oural, 1934), Paul Claudel, pétainiste en 1941 (Paroles au Maréchal) ou Paul Éluard (Ode à Staline, 1950) ou encore Jacques Prévert et ses positions anarchisantes dans Paroles (1946-1949). Andrée Chedid, questionne la condition humaine, les liens entre l’homme et le monde, la guerre (Cérémonial de la Violence, 1976).

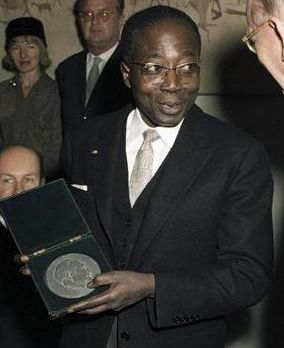
Léopold Sédar Senghor en 1980.

Les poètes de la Négritude, Aimé Césaire et Léopold Sédar Senghor notamment, représentent quant à eux une branche particulière de la poésie francophone du XXe siècle, dont l’engagement et les idées véhiculées, très forts, sont encore assez confidentiels en France. Édouard Glissant, poète du « Tout-Monde » et de la « Philosophie de la relation » en sera le digne fils spirituel au XXIe siècle. Aimé Césaire est le chantre des Antilles, ayant la volonté de « plonger dans la vérité de l’être », hanté par la question du déracinement des descendants d’esclaves (Cahier d'un retour au pays natal). Léopold Sédar Senghor a créé une poésie à vocation universelle ayant l’espérance comme leitmotiv, l’utilisation de la langue française et les références positives à la culture françaises mêlent aux sujets historiques africains qu’il vivifie (Chaka). Il faut ajouter qu'avec et à la suite de ces deux grands poètes négro-africains, d'autres poètes noirs comme Léon-Gontran Damas, membre du mouvement de la Négritude, David Diop, Jacques Rabemananjara ont mis leur poésie au service de la libération de l'homme noir en général et de l'indépendance du continent africain en particulier. Dans l'après-guerre, René Depestre, poète engagé venu d'Haïti, est une voix qui parle de l'homme noir, mais aussi de l'homme universel. Sans oublier Tchicaya U Tam'si & Léopold Congo-Mbemba qui portent très haut l'exigence de la parole souveraine.

Maya Angelou, récitant son poème On the Pulse of Morning, lors de l' investiture, en 1993, du président américain Bill Clinton

L’œuvre poétique de Maya Angelou, qualifiée d'« Anthems of African American »  (« Hymnes des Afro-Américains »), explore l'amour, la douleur de la perte, la musique, les discriminations et le racisme, ainsi que la lutte politique.
Avec L'Honneur des poètes, certains poètes participent à la Résistance en publiant clandestinement des œuvres importantes. C’est le cas de Louis Aragon (Les Yeux d’Elsa, 1942 ; La Diane Française, 1944), de Paul Éluard (Poésie et vérité, 1942 ; Au rendez-vous allemand, 1944), de René Char (Feuillets d’Hypnos, 1946) ou de René Guy Cadou (Pleine Poitrine, 1946). Les poètes ne seront d’ailleurs pas épargnés par l’extermination nazie : Robert Desnos mourra au camp de concentration de Theresienstadt et Max Jacob dans le camp de Drancy.

#### Poésie d'avant-garde
Une autre forme d'engagement se fait jour au XXe siècle, une poésie contestataire, tant sur le plan politique que linguistique. Cet élan, synthétisé sous le nom d’avant-garde, est né avec les Futuristes italiens et russes et le mouvement Dada. Il s'est fondé sur la dénonciation de la liaison entre le pouvoir politique et le langage et s'est développé sous des formes diverses jusqu'à nos jours. Les avant-gardes ont fait évoluer la poésie vers un abandon progressif du vers rimé et mesuré et de la composition en strophes. Cela a commencé avec le « vers libre standard du surréalisme » (Jacques Roubaud) et s'est précipité dans les années 1960 avec une démolition complète, par exemple chez Denis Roche.

### Poésie auXXIesiècle
De ce fait, la situation est plus complexe au XXIe siècle puisque le terme de « poésie » a en fait recouvert des aspects très différents, celle-ci s'étant dégagée d'une forme versifiée facilement identifiable et même du « poème ». On a cherché la poésie à la limite dans une « expression poétique » indépendante du travail des poètes. Néanmoins, la spécificité du texte poétique a demeuré à travers sa densité qui tentait d'exploiter à la fois toutes les possibilités offertes par les spécificités linguistiques. Il est d'ailleurs difficile de traduire un poème dans une autre langue, car la question se pose toujours de savoir s'il faut se préoccuper d'abord du sens ou s'il faut chercher à inventer des équivalences sonores et rythmiques.
Le vers qui tend à s'imposer depuis la fin du XXe siècle est ce que Jacques Roubaud nomme le « vers international libre ». « Il n'est ni compté ni rimé et plus généralement ignore les caractéristiques d'une tradition poétique dans une langue donnée ; il « va à la ligne » en évitant les ruptures syntaxiques trop fortes ». Ses exigences formelles sont faibles. Il est de ce fait plus facile de le traduire à l'heure de la mondialisation. La différence entre la poésie et la prose est ténue. La poésie se fait par « petites proses courtes » mais non narratives. L'absence de narration devenant alors le marqueur du genre poésie. On parle également tout simplement de « texte » ou de « document poétique ». On peut en trouver de nombreux exemples dans les innombrables revues de poésie qui continuent à fleurir, malgré une ambiance peu favorable à leur expression.
La poésie, depuis plus de cinquante ans, n'est que très peu présente dans les journaux et la presse nationale. La diffusion en librairie est de plus en plus restreinte. Elle n'est pas présente non plus à la télévision et on ne choisit plus guère de poètes pour représenter la littérature en France. La poésie perd de son audience, car elle a peu d'importance sur le plan économique, puisque ne se publie que ce qui peut se vendre, d'où la responsabilité de certaines grandes maisons d'éditions.
L'essentiel cependant est ailleurs. Si la poésie aujourd'hui est en effet peu et mal diffusée, si les médias la passent à peu près sous silence, elle est effectivement pratiquée par de très nombreux auteurs — comme en témoignent les publications abondantes et diversifiées des petites maisons d'édition — et lue par beaucoup de lecteurs passionnés. Les revues papier et en ligne jouent à cet égard un rôle décisif. Place de la Sorbonne, par exemple, s'efforce de faire découvrir la poésie vivante dans sa richesse et sa grande diversité, tout en proposant des outils et des éclairages pour mieux la lire. Des revues plus récentes, comme L'écharde ou Point de chute, publient de nombreux jeunes auteurs et autrices, et collaborent à l'organisation de rencontre, de discussion, de lecture ou tout simplement donnent à vivre des soirées, des fêtes, autour, par exemple, de chaque numéro, pour réunir une nouvelle génération qui cherche à réinventer le lien entre la poésie et la sociéte. Les blogs ou les très nombreuses lectures ou festivals, comme le Printemps des poètes, le Marché de la poésie, le concours Poésie en liberté, la Journée mondiale de la poésie, ou encore des lieux vivants consacrés à la déclamation poétique comme le Club des Poètes à Paris, témoignent tous d'une pratique vivante de la poésie.

L'influence que la poésie exerce sur la production littéraire en général est discrète, voire indirecte, mais réelle. On peut tenir en effet la poésie pour le laboratoire principal où s'élaborent les formes les plus novatrices de l'expression et de la représentation, celles qui bousculent ce que Gustave Flaubert appelle « les formes convenues ». Elle travaille incessamment la langue pour que le désir s'y fraie une voix en s'affranchissant de tout ce qui l'aliène. En cela, le poète contemporain s'inscrit bien dans une démarche rimbaldienne : « Donc le poète est vraiment voleur de feu. Il est chargé de l'humanité, des animaux même ; il devra faire sentir, palper, écouter ses inventions ; si ce qu'il rapporte de là-bas a forme, il donne forme : si c'est informe, il donne de l'informe. Trouver une langue » (Arthur Rimbaud, lettre à Paul Demeny du 15 mai 1871).

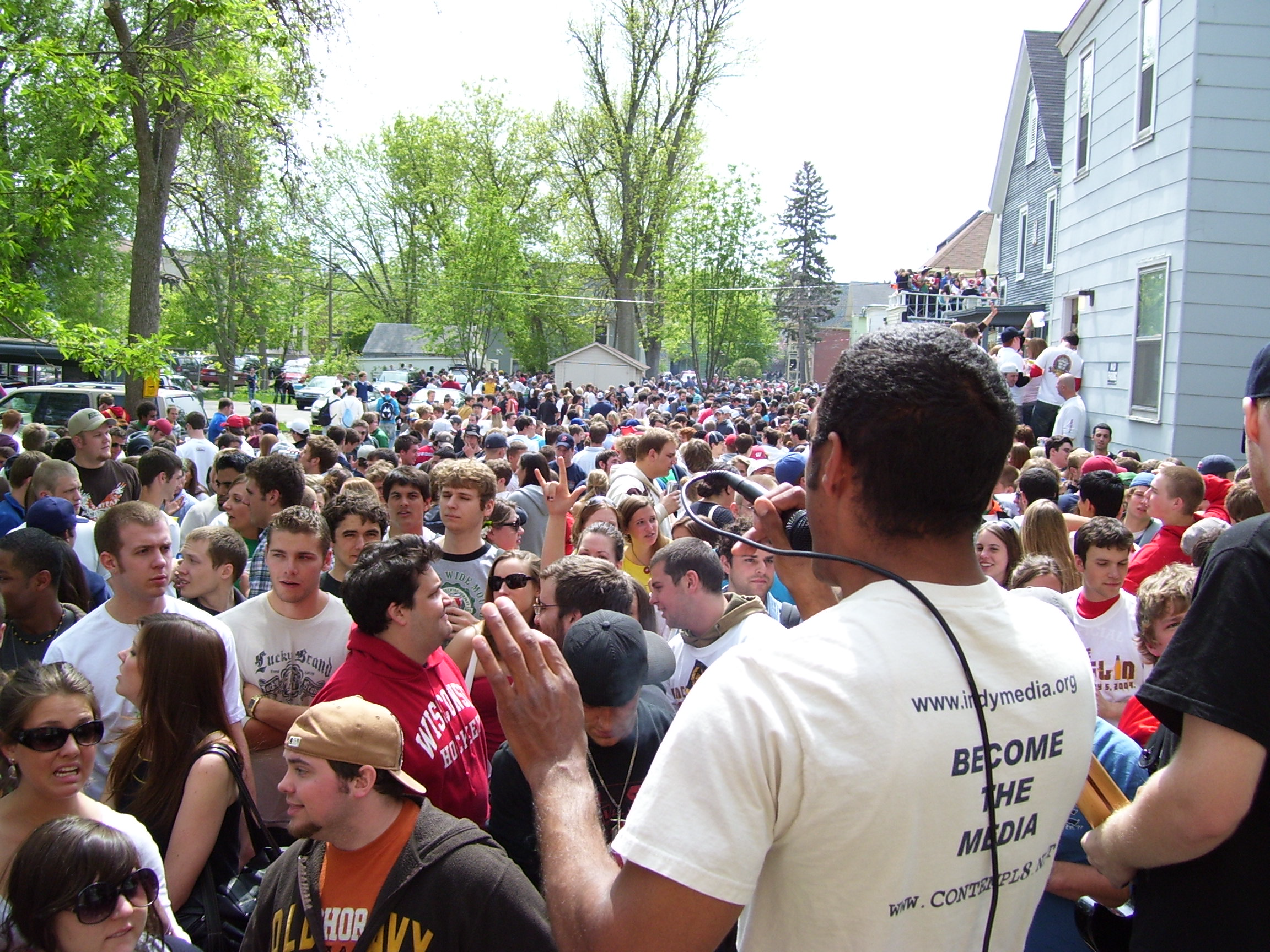
Un slameur aux États-Unis.

Certaines tentatives, s’expriment avec le soutien de la musique. Le slam, de son côté, décline une certaine idée de la poésie. Il est démocratique au sens où il suppose que « tout le monde est virtuellement poète ». Il s'agit néanmoins d'émouvoir l'auditoire par les mots. C'est un art d'improvisation poétique qui retrouverait donc la tradition médiévale perdue de la tenson des troubadours qui était néanmoins un genre de poésie savante. Le slam fait resurgir la rime mais dans un état minimal.
De manière plus générale la poésie dialogue avec les autres arts donnant notamment lieu à des « happenings » où les poètes dialoguent avec les musiciens et les peintres. Des clubs de poésie organisent ainsi des rencontres d'artistes où c'est l'improvisation qui doit gouverner, chaque artiste doit répondre à l'improvisation de l'autre sur le moment. Ce type de représentations se fonde notamment sur l'idée d'une appartenance universelle de l'Art c'est-à-dire de 'idée de l'inspiration comme don. Ainsi l'œuvre réalisé dans ce type de happening est-elle collective dans un sens large puisque non seulement elle n'appartient pas à un artiste mais également parce qu'elle est autant l’œuvre des spectateurs que des artistes. Ce type de « happenings » est très développé notamment en Inde et, dans une moindre mesure, en France.
Jacques Roubaud distingue enfin une dernière catégorie de poésie qu'il appelle « vroum-vroum » et consiste en des performances qui se donnent le nom de poésie, mais ne font pas nécessairement appel au langage. Le modèle invoqué est l'Ursonate de Kurt Schwitters qui relève en réalité plutôt de la musique. Or selon l'universitaire et performeur canadien Yan St-Onge, « L’événement contemporain de poésie peut se penser en trois grandes catégories : la lecture de poésie ou ce qu’on appelait traditionnellement un récital ; le spectacle de poésie au sens d’une mise en scène théâtrale avec des comédiens ; et la poésie-performance ». De son côté Serge Martin, dans le sillage de la lecture performée ou lecture-performance, place Charles Pennequin en droite ligne de Ghérasim Luca. Citons aussi dans cette approche artistique Michèle Métail, créatrice de « poèmes sonores », première femme cooptée à l'Oulipo en 1975, la voix transgressive Paloma Hermina Hidalgo et Laurence Vielle, poète national en Belgique.
Dans la poésie, l’essentiel demeure néanmoins la prise de conscience de la créativité et de la beauté de la langue. Pour l’amateur de poésie, « au commencement est le Verbe » et sa puissance créatrice qui nourrit la mémoire et « transforme la nuit en lumière ».
Dans les années 2020, les avancées en intelligence artificielle (IA), en particulier avec les grands modèles de langage, ont permis de générer de la poésie dans des styles et formats spécifiques. Une étude de 2024 a révélé que la majorité des lecteurs non experts évaluaient les poèmes générés par l'IA comme étant plus rythmiques, beaux et « humains » que ceux générés par des auteurs humains connus. Cette préférence pourrait s'expliquer par la relative simplicité et accessibilité de la poésie générée par l'IA, que certains participants ont trouvé plus facile à comprendre.